# كأس الأساتذة للتنس 2002
كأس الأساتذة للتنس 2002 (بالإنجليزية: 2002 Tennis Masters Cup)‏. هي بطولة كرة المضرب الختامية التي اقيمت عام 2002 في مدينة شانغهاي في الصين.

## الفائزون
- لايتون هيويت هزم  خوان كارلوس فيريرو 7–5, 7–5, 2–6, 2–6, 6–4 فردي الرجال.

| نهائيات الجولة العالمية لرابطة محترفي التنس                                       |
| 2002 • 2003 • 2004 • 2005 • 2006 • 2007 • 2008 • 2009 • 2010 • 2011 • 2012 • 2013 |